# Sylvie Sawadogo
Sylvie Sawadogo (* 7. November 1999) ist eine burkinische Leichtathletin, die im Weit- und Dreisprung an den Start geht.

## Sportliche Laufbahn
Erste internationale Erfahrungen sammelte Sylvie Sawadogo im Jahr 2024, als sie bei den Afrikaspielen in Accra mit 12,68 m den achten Platz im Dreisprung belegte.
2023 wurde Sawadogo burkinische Meisterin im Weit- und Dreisprung.

## Persönliche Bestleistungen
- Weitsprung: 5,54 m (+1,1 m/s), 15. Juli 2023 in Bobo-Dioulasso
- Dreisprung: 12,68 m (+1,4 m/s), 19. März 2024 in Accra